# Great Sandy Island (ö i Australien)
Great Sandy Island är en ö i Australien. Den ligger i delstaten Western Australia, omkring 1 200 kilometer norr om delstatshuvudstaden Perth. Arean är 0,32 kvadratkilometer. Den sträcker sig 1,4 kilometer i nord-sydlig riktning, och 0,9 kilometer i öst-västlig riktning.
Klimatförhållandena i området är arida. Genomsnittlig årsnederbörd är 294 millimeter. Den regnigaste månaden är januari, med i genomsnitt 116 mm nederbörd, och den torraste är augusti, med 1 mm nederbörd.